# 弗拉季斯拉夫·索博列夫斯基
弗拉季斯拉夫·尤里耶维奇·索博列夫斯基（烏克蘭語：Владислав Юрійович Соболевський，羅馬化：Vladyslav Yuriiovych Sobolevskyi，1989年3月1日—），烏克蘭軍官，乌克兰国民警卫队少校，曾任亞速營參謀長。
他自幼在基輔出生長大。2011年畢業於國立德拉戈馬諾夫師範大學，取得「地理-實用心理學」學位。他從小就熱愛拳擊運動，且對足球感興趣；他是基輔迪納摩足球俱樂部的狂熱球迷之一，正式在這種球迷環境中接受了右翼文化。
2014年，他積極參與烏克蘭親歐盟示威。2月20日，在格鲁舍夫斯基大街骚乱中對抗政府。在俄羅斯煽動頓巴斯地區分裂勢力叛亂、並兼併克里米亞後，他於6月3日加入亞速營。6月13日，他參加解放馬里烏波爾戰役，8月5日參加了解放馬林卡戰役。同年12月，他被任命為亞速營參謀長，任內積極將亞速營按照北約標準進行改進。
2017年9月退役並進入政壇，成為烏克蘭極右翼政黨國家軍團的成員。